# Dulag (Leyte)
Dulag (Bayan ng Dulag) är en kommun i Filippinerna. Kommunen ligger på ön Leyte, och tillhör provinsen Leyte. Folkmängden uppgår till 47 757 (2010) invånare.

## Barangayer
Dulag Dumalag i 45 barangayer.
| - Alegre - Arado - Bulod - Batug - Bolongtohan - Cabacungan - Cabarasan - Cabato-an - Calipayan - Calubian - Camitoc - Camote - Dacay - Del Carmen - Del Pilar | - Fatima - General Roxas - Luan - Magsaysay - Maricum - Barbo (Pob.) - Buntay (Pob.) - Cambula District (Pob.) - Candao (Pob.) - Catmonan (Pob.) - Combis (Pob.) - Highway (Pob.) - Market Site (Pob.) - San Miguel (Pob.) - Serrano (Pob.) | - Sungi (Pob.) - Rawis - Rizal - Romualdez - Sabang Daguitan - Salvacion - San Agustin - San Antonio - San Isidro - San Jose - San Rafael - San Vicente - Tabu - Tigbao - Victory |